# Constance Binney
Constance Binney (New York, 28 giugno 1896 – New York, 15 novembre 1989) è stata un'attrice statunitense.

## Biografia
Debuttò a Broadway nel 1917 nella commedia Saturday to Monday di William Hurlbut, e nel cinema nel 1918 nel film Sporting Life, insieme alla sorella Faire (1898–1957). Nel 1919, recitò con John Barrymore in The Test of Honor. Prese parte a un'altra dozzina di pellicole, fino a Three O'Clock in the Morning del 1923, film dopo il quale lasciò il cinema. L'anno dopo, interpretò a Broadway la commedia Sweet Little Devil, musicata da George Gershwin.
Nel 1926, sposò un finanziere di Boston, dal quale divorziò nel 1932. Si risposò a Londra nel 1941 con Leonard Cheshire, un ufficiale pilota pluridecorato della Royal Air Force (RAF), dal quale divorziò dieci anni dopo.

## Filmografia
- The Sporting Life (1918)

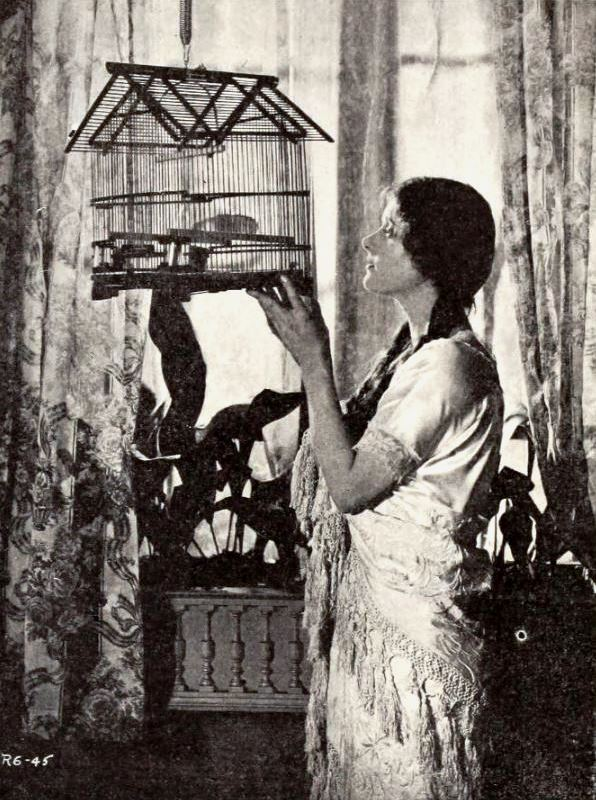
In The Stolen Kiss

- The Test of Honor, regia di John S. Robertson (1919)
- Tom's Little Star (1919)
- Erstwhile Susan (1919)
- The Stolen Kiss (1920)
- 39 East (1920)
- Something Different, regia di Roy William Neill (1920)
- The Magic Cup (1921)
- Such a Little Queen, regia di George Fawcett (1921)
- Room and Board (1921)
- The Case of Becky, regia di Chester M. Franklin (1921)
- First Love (1921)
- Midnight (1922)
- The Sleepwalker (1922)
- A Bill of Divorcement (1922)
- Three O'Clock in the Morning (1923)